# Смешанное уравнение
Смешанные уравнения (уравнения смешанного типа) — класс дифференциальных уравнений в частных производных второго порядка, являющихся гиперболическими в одной области пространства переменных и эллиптическими — в другой. Эти области разделены линией (в случае двух независимых переменных) или поверхностью (в случае трёх и более независимых переменных), в точках  которой уравнение относится к параболическому типу или не определено. Эта линия (поверхность) называется линией (поверхностью) смены типа или линией (поверхностью) вырождения. 
В случае двух независимых переменных линия вырождения является дискриминантной кривой уравнения характеристик. Широкий класс этих уравнений может быть представлен в виде: {\displaystyle y{\frac {\partial ^{2}z}{\partial x^{2}}}+{\frac {\partial ^{2}z}{\partial y^{2}}}+a(x,y){\frac {\partial z}{\partial x}}+b(x,y){\frac {\partial z}{\partial y}}+c(x,y)z+d(x,y)=0.}
По сравнению с уравнениями гиперболического, эллиптического и параболического типов, теория смешанных уравнений имеет сравнительно недолгую историю. Впервые смешанные уравнения с двумя независимыми переменными были систематически исследованы итальянскими математиками Ф. Трикоми и М. Чибрарио. В СССР уравнения смешанного типа изучались многими математиками, в частности, им уделялось большое внимание в школах М. А. Лаврентьева и А. В. Бицадзе. Уравнения смешанного типа нашли многочисленные применения — например, в задачах, связанных с трансзвуковой газовой динамикой.

## Уравнение Трикоми

Характеристики уравнения Трикоми, заполняющие область гиперболичности

Простейший пример смешанного уравнения — уравнение Трикоми (иногда называемое также уравнением Эйлера — Трикоми): 
{\displaystyle u_{xx}=xu_{yy}}, 
относящееся к гиперболическому типу в области {\displaystyle x>0} и к эллиптическому типу  — в области {\displaystyle x<0.} Линия смены типа уравнения Трикоми совпадает с осью y, а уравнение характеристик совпадает с так называемой нормальной формой Чибрарио. Характеристики образуют семейство полукубических парабол, лежащих в гиперболической области с точками возврата на линии смены типа.